# ATV Meine Wahl
ATV Meine Wahl ist der Übertitel für alle Wahlsendungen des österreichischen Fernsehsenders ATV. Erstmals wurde unter dem Titel Meine Wahl die Diskussionssendung des Fernsehsenders zur Nationalratswahl in Österreich 2008 am 21. September 2008 gesendet. ATV Meine Wahl zählt zu den erfolgreichsten Eigenproduktionen des Senders.

## Allgemeines
ATV Meine Wahl bezeichnet sowohl die Diskussionssendungen vor Wahlen, als auch die Berichterstattung am Wahltag selbst.

## Diskussionssendungen
Am 21. September 2008 wurde live aus dem Linzer Design Center die erste Diskussion der Spitzenkandidaten zur Nationalratswahl auf ATV ausgestrahlt. Moderiert wurde sie von den ATV-Aktuell-Anchormen Meinrad Knapp und Sylvia Saringer.
Zu Gast waren die Spitzenkandidaten Wilhelm Molterer (ÖVP), Heinz-Christian Strache (FPÖ), Alexander Van der Bellen (Die Grünen) und Jörg Haider (BZÖ). Werner Faymann (SPÖ) sagte aus „terminlichen Gründen“ ab. ATV schickte zu Beginn der Diskussion sogar einen eigenen Helikopter zu Faymann, der trotzdem ablehnte.
ATV Meine Wahl war die erfolgreichste Diskussionssendung im österreichischen Privatfernsehen und die erfolgreichste Produktion des Senders im Jahr 2008. Durchschnittlich 331.000 Seher waren bei der Live-Diskussion der Spitzenkandidaten dabei, eine Analyse des weitesten Seherkreises hat gezeigt, dass 20 % der Seher von ATV Meine Wahl zuvor keine der TV-Konfrontationen im ORF gesehen haben.

## Wahltagssendungen
Am Tag der Nationalratswahl in Österreich 2008 meldete sich ATV Meine Wahl mit Moderator Meinrad Knapp von einer Bühne vor dem österreichischen Parlament. Als Experten standen ihm Heidi Glück und Josef Kalina zur Seite. Insgesamt sahen beinahe 1,1 Millionen Menschen die Politsendungen von ATV zur Nationalratswahl 2008.
Außerdem brachte ATV zu den Landtagswahlen und zur Europawahl 2009 eigene Sondersendungen.
Die Wahlberichtserstattung von ATV wird bis heute (Stand: 2018) unter der Marke ATV Meine Wahl ausgestrahlt und beworben.